# Kolvanaq
Kolvanaq (farsi كلوانق) è una città dello shahrestān di Heris nell'Azarbaijan orientale. 